# Берк (Њујорк)
Берк (енгл. Burke) град је у америчкој савезној држави Њујорк.

## Демографија
По попису из 2010. године број становника је 211, што је 2 (-0,9%) становника мање него 2000. године.
| Група             | 2000.       | 2010.       |
| Белци             | 207 (97,2%) | 202 (95,7%) |
| Афроамериканци    | 0 (0,0%)    | 0 (0,0%)    |
| Азијати           | 0 (0,0%)    | 0 (0,0%)    |
| Хиспаноамериканци | 3 (1,4%)    | 7 (3,3%)    |
| Укупно            | 213         | 211         |